# Насеоци
Насеоци су насељено мјесто у општини Вареш, Босна и Херцеговина.

## Становништво
|             | 2013.       | 1991.        |
| Укупно      | 13 (100,0%) | 51 (100,0%)  |
| Бошњаци     | 13 (100,0%) | 14 (27,45%)1 |
| Срби        | –           | 36 (70,59%)  |
| Југословени | –           | 1 (1,961%)   |
| Хрвати      | –           | 0 (0,000%)   |

1. 1 На пописима од 1971. до 1991. Бошњаци су пописивани углавном као Муслимани.